# Omura (Nagasaki)
Omura (Japans: 大村市, Ōmura-shi) is een Japanse stad in de prefectuur Nagasaki. In 2015 telde de stad 92.615 inwoners. 

## Geschiedenis
Op 11 februari 1942 werd Omura benoemd tot stad (shi).

## Partnersteden
- Sintra, Portugal sinds 1997
- Minhang, China

Steden:
Goto · Hirado · Iki · Isahaya · Matsuura · Minamishimabara · Nagasaki (hoofdstad) · Omura · Saikai · Sasebo · Shimabara · Tsushima · Unzen

Districten:
Nishisonogi · Kitamatsuura · Minamimatsura · Higashisonogi

Gemeenten per district